# Giovanni IV di Grado
Giovanni (VIII secolo – Grado, 802) è stato un patriarca cattolico italiano.

## Biografia
Secondo l'Origo civitatum Italiae seu Venetiarum sarebbe stato di origine triestina, ma di lui non si hanno notizie precedenti al 766, quando succedette a Vitaliano sulla cattedra di Grado, principale sede vescovile del Ducato di Venezia.
Giovanni si ritrovò a gestire una situazione assolutamente difficile: dal punto di vista ecclesiastico si era nel pieno dello scontro con il patriarcato di Aquileia, che rivendicava il ruolo di sede metropolitana della Venetia et Histria; da quello politico la Laguna attraversava un periodo di grave instabilità, dovuta in particolare alla decadenza dei Longobardi a favore dei Franchi.
In un'epistola inviata a papa Stefano III, Giovanni descrisse il clima di violenza e prevaricazione in cui viveva la sua Chiesa, vessata dai Longobardi, e di come stentasse a imporre la propria autorità sulle diocesi e i monasteri istriani, che approfittavano di questo momento di difficoltà per emanciparsi. Il pontefice rispose chiamando i vescovi istriani a rimettersi alle dipendenze dal patriarca, ma l'ordine venne sostanzialmente ignorato. L'arrivo dei Franchi non fece che aggravare questa situazione, poiché con l'amministrazione carolingia le diocesi assunsero sempre maggiori poteri e autonomia anche dal punto vista temporale.
Vero è che Giovanni stesso fu l'artefice di un'assidua, e probabilmente segreta, attività diplomatica in Istria, creando contatti specialmente con la nobiltà locale. Dei suoi risultati furono al corrente sia il papa (a Stefano era succeduto frattanto Adriano I), sia Carlo Magno ed ebbe probabilmente l'appoggio del doge Giovanni Galbaio e di suo figlio Maurizio, coreggente.
I rapporti con il doge, tuttavia, si guastarono dopo poco tempo. Giovanni, infatti, si orientò sempre più verso una politica filo-franca, in contrasto con le aspirazioni autonomistiche dei Galbai. Non è un caso, quindi, se il patriarca si oppose alla nomina del greco Cristoforo a vescovo di Olivolo, attorno al 798 circa.
La vendetta dei Galbai si compì qualche tempo dopo: nell'802 Grado fu raggiunta da una flotta capeggiata dal coreggente Maurizio; mentre la città veniva messa a ferro e fuoco, Giovanni fu catturato e fatto precipitare da una torre del castrum in cui risiedeva. Secondo le fonti più antiche venne sepolto nella cattedrale di Sant'Eufemia, mentre Andrea Dandolo colloca la sua tomba nella basilica di San Marco.
Gli succedette il nipote Fortunato (ebbe il pallio nell'803) che ne perseguì la linea politica.